# TVP3 Gdańsk
TVP3 Gdańsk — польський регіональний телеканал, регіональна філія суспільного мовника «TVP» з центром мовлення у Гданську.
Місцева студія телеканалу є в Слупську.

## Історія
- 10 травня 1955 року створен Комітет суспільного телебачення[1].
- 26 грудня 1958 року в ефір вийшла перша експериментальна місцева програма[1].
- 10 лютого 1959 року розпочав роботу телецентр у Гданську[2].
- 6 березня 1959 року запущено роботу ретранслятора та розпочато систематичну ретрансляцію програм з Варшави[1].
- 28 червня 1961 року розпочато трансляцію програм «Telewizja Gdańsk» по всій території Польщі[1].
- 25 серпня 1961 року перша трансляція з Міжнародного фестивалю пісні в Сопоті[1].
- 1 липня 1965 року відкрито нову студію телеканалу[1].
- 1 листопада 1967 року телеканал отримав перший репортерський автомомбіль з передавачем[1].
- 2 березня 1970 року вийшов в ефір перший випуск програми «Panorama»[1].
- У липні 1977 року телеканал тарнслював показ фестивалю «Сопот-77»[1].
- 4 серпня 1980 року «Panorama» вперше вийшла з кольоровим зображення[1].
- 21 липня 1990 року в ефір вийшла передача «Rodnô zemia» кашубською мовою[1].
- 3 листопада 1992 року розпочато мовлення незалежної регіональної програми, спочатку під назвою «Telewizja Neptun»[1].
- У червні 1993 року «Telewizja Gdańsk» отримала новий репортерський автомобіль, оснащений сучасним телевізійним обладнанням[1].
- 18 грудня 1996 року редакція та офіс телеканалу перемістилися до нового приміщення[1].
- 23 грудня 2001 року на 23-му каналі замість кодованого «Canal+ Premium», передавач якого було закрито в червні 2001 року[3] було розпочато мовлення телеканалу на Ольштин.
- 3 березня 2002 року приєднався до загальнодержавної регіональної телемережі — TVP3.
- 1 січня 2005 року Вармінсько-Мазурське воєводство охоплено покриттям новоствореного «TVP3 Olsztyn»[4].
- 14 лютого 2011 року «TVP Gdańsk» разом із «TVP Info» перейшли до мовлення у форматі 16 9 з логотипом, який до 23 січня 2012 року при трансляції програм у 16:9 був адаптований до формату 4:3[5].
- 1 вересня 2013 року телеканал ввійшов до програми регіональної програми TVP[6].
- 2 січня 2016 року змінив назву на «TVP3 Gdańsk».